# Sylvain Dhomme
Sylvain Dhomme est un réalisateur, scénariste, metteur en scène et acteur français né le 30 novembre 1918 dans le 20e arrondissement de Paris et mort  le 12 mars 2013 à Cheval-Blanc (Vaucluse).
Il est le metteur en scène de la pièce Les Chaises d'Eugène Ionesco.

## Biographie
Jeune metteur en scène, Sylvain Dhomme gagne en 1948 le grand prix au concours de jeunes compagnies, ce qui lui vaut d’être reçu par le président du jury, Gaston Baty. Rencontre décevante, comme le sera celle, trop brève, avec Louis Jouvet. Il profite plus d’un Charles Dullin, dont il suit les cours. Il cherche. Et va trouver.
Un jour, il frappe à la porte d’un type à tête de clown lunaire et à l’accent roumain, Eugène Ionesco. Ce dernier rêvait d'être joué dans un théâtre « avec balcon ». Le courant passe entre les deux hommes et Eugène Ionesco confie à Sylvain Dhomme le manuscrit d’une pièce inédite, Les Chaises.
C’était la pièce qu’il attendait, celle qui, à ses yeux, « pouvait bouleverser le cours du théâtre ». Grâce à l’appui de Jacques Lemarchand, critique du Figaro littéraire, Dhomme obtient 300 000 francs du ministère de la Culture. Pour acquérir les nombreuses chaises du décor, l’actrice Tsilla Chelton dépose au mont-de-piété le manteau de vison que lui avait offert son frère, négociant au Caire.
La pièce est créée le 24 avril 1952 au théâtre Lancry, dans le Xe arrondissement parisien. Ce n’était pas le grand théâtre dont rêvait Ionesco, mais il y avait un balcon. En lever de rideau, Dhomme met en scène une autre création, Les Amants du métro de Jean Tardieu.
Lorsque le metteur en scène Sylvain Dhomme créa la pièce Les chaises, Eugène Ionesco, furieux, envoie une lettre au jeune metteur en scène (reprise dans « Notes et contre-notes », Gallimard) :
« Non, décidément, vous ne m’avez pas tout à fait compris dans “Les Chaises” : ce qui reste à comprendre est justement l’essentiel.
Vous avez voulu tout naturellement tirer la pièce à vous, alors que nous deviez vous y abandonner ; le metteur en scène doit se laisser faire. Il ne doit pas vouloir quelque chose de la pièce, il doit s’annuler, il doit être un parfait réceptacle. »
Ionesco ne lui en tiendra cependant pas rigueur, puisque Sylvain Dhomme, par la suite, devait filmer une magistrale version de « la Leçon » pour une chaîne de télévision allemande.

## Filmographie

### Acteur
- 1968 : Je t'aime, je t'aime d'Alain Resnais

### Réalisateur
- 1959 : Le Carnaval étrange, documentaire de 8 min en noir et blanc. Un regard particulier sur l'enfance, qui en montre les difficultés et les aspects dramatiques. Le monde est présenté comme un carnaval étrange, comme une succession d'événements qui n'ont pas de sens, encore moins pour un enfant. La guerre, la pauvreté, l'abandon, la maladie sont tant de choses qui le frappe et dont il ne peut comprendre le sens. Être un enfant n'est pas simple, au contraire, l'enfant doit trouver sa place, dans un monde difficile à appréhender. Le documentaire alterne des images difficiles, d'affrontement, de combat, de manque, avec des images de bals, fêtes ou carnavals, qui mettent en avant l'extrême étrangeté du monde.
- 1962 : Les Sept Péchés capitaux (segment La Colère)

### Scénariste
- 1962 : Les Oliviers de la justice de James Blue

## Distinctions
- 1948 : grand prix au concours de jeunes compagnies